# William F. Fry
William Finley Fry, Jr. (* 25. März 1924 in Cincinnati, Ohio; † 16. Mai 2014) war ein US-amerikanischer Psychiater, Begründer der Gelotologie und Pionier im Fachgebiet Therapeutischer Humor.

## Leben
William F. Fry absolvierte von 1942 bis 1949 ein Medizinstudium an der University of Oregon, der University of Southern California in Los Angeles und der University of Cincinnati. Im Jahr 1949 promovierte er. Bis 1950 war Fry als Assistenzarzt in Honolulu, Hawaii tätig. In den Jahren 1951 bis 1954 erfolgte die Weiterbildung zum Psychiater am V.A. Hospital in Menlo Park, Kalifornien. Ab 1954 war Fry assoziierter Professor an der Stanford University School of Medicine in Palo Alto und Mitarbeiter am dortigen Mental Research Institute, aus dem die weltbekannte Palo-Alto-Gruppe hervorging. 
Fry arbeitete hier mit Forschern wie Gregory Bateson, Don D. Jackson, Virginia Satir, Jay Haley, John Weakland und Paul Watzlawick zusammen. 
William F. Fry war für den auf Humor bezogenen Aspekt dieser Forschung, dem „hot spot“ des Paradoxons (Fry 2006, 112), zuständig. Das Hauptinteresse der Palo Alto Gruppe galt zunächst der Erforschung des Wesens von Paradoxa in der Kommunikation. Dazu gehörte auch die Analyse lyrischer Werke, von Träumen, der Interaktion von Menschen in schizophrenogenen Familien (Doppelbindungstheorie), aber auch der Lautäußerungen von Delfinen. Als Resümee seiner Arbeit veröffentlichte Fry 1963, ein Jahr nach seinem Ausscheiden aus dem MRI das Buch Sweet Madness, das sich vor allem mit der paradoxen Dimension des Humors befasst.
1964 gründete Fry in Palo Alto sein Institut für Humorforschung (Gelotologie). An diesem Institut werden die körperlichen Auswirkungen der „Humorreaktion“ (= Heiterkeit, Lachen) untersucht. Da die Scientific Community immer noch daran zweifelte, ob die Humor- und Lachforschung den wissenschaftlichen Standards genügen würde, finanzierte Fry die Forschung an diesem Institut aus eigenen Mitteln.
1975 publizierte Fry in Ko-Autorenschaft mit Melanie Allen eine Studie über professionelle Komiker. In den Jahren 1987, 1993 und 2001 gab Fry, zusammen mit Waleed A. Salameh, drei Handbücher zum Thema Humor in der Psychotherapie heraus. Viktor Frankl, der als Erster die („paradoxe“) Bedeutung des Humors für den therapeutischen Prozess erkannte, vermittelte dann den Kontakt zwischen Fry und Michael Titze, mit dem er seit 1985 zusammenarbeitet. 
1980 war Fry Gründungsmitglied der International Society for Humor Studies (ISHS) und war Mitglied im Editorial Board von HUMOR: International Journal of Humor Research, einem internationalen Fachjournal.

## Auszeichnungen
1997 wurde Fry Ehrenmitglied der spanischen Academia de Humor, 1998 Distinguished Life Fellow der American Psychiatric Association und Ehrenmitglied von HumorCare und erhielt im Jahr 2000 den Lifetime Achievement Award der American Association of Therapeutic Humor. Ab 2003 war er Ehrenvorsitzender von HumorCare Deutschland.

## Schriften
Als Autor:
- Sweet Madness. A Study of Humor. Pacific Books, Palo Alto 1963.
- mit Melanie Allen: Make ‘em Laugh. Life Studies of Comedy Writers. Science and Behavior Books, Palo Alto 1975.
- Humor and me. In: Studies in American Humor. New Series, No. 14, 2006, S. 105–132.

Als Herausgeber:
- mit Waleed A. Salameh: Handbook of Humor in Psychotherapy. Professional Resource Exchange, Sarasota 1987.
- mit Waleed A. Salameh: Advances in Humor and Psychotherapy. Professional Resource Exchange, Sarasota 1993.
- mit Waleed A. Salameh: Humor and Wellness in Clinical Intervention. Praeger, Westport 2001.